# Zendstation Waver
Het Zendstation Waver is een station met zendmasten van de Vlaamse Radio- en Televisieomroeporganisatie (VRT) en de Radio-Télévision belge de la Communauté française (RTBF) in Waver en Overijse. 

## Geschiedenis

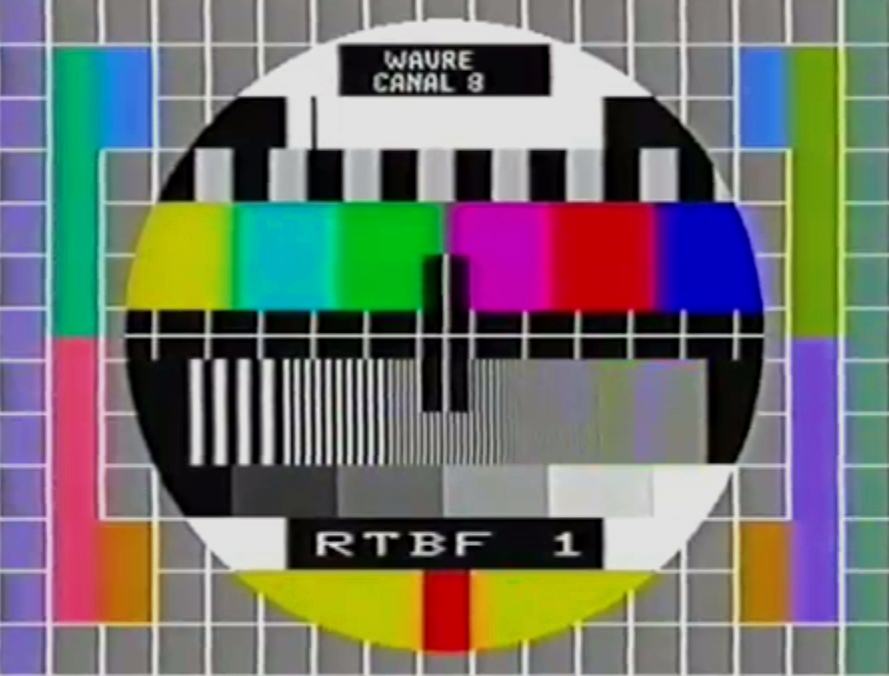
Philips PM5544-testbeeld in kleur
Zender Wavre Canal 8 / RTBF 1

In 1938 voldeed het zendstation in Veltem niet meer aan de behoeften en had ze te weinig capaciteit. Men ging toen op zoek naar een nieuwe locatie, maar dit moest wachten tot de Tweede Wereldoorlog voorbij was. In 1946 werden de plannen gemaakt, de eerste steen werd gelegd in 1951 en op 17 oktober 1952 werd het zendstation officieel ingehuldigd door koning Boudewijn. Het complex bestond toen uit een grote zenderzaal met kortegolfzenders (voor uitzendingen naar Belgisch-Congo) en middengolfzenders. Daarnaast waren er ook noodstudio's en was het complex voorzien van dieselmotoren om ten tijde van stroomstoringen de zenders actief te houden. In 1953 startte de INR-NIR met televisie-uitzendingen waarvoor op de hoogste pyloon televisieantennes aangebracht waren.

In 1973 installeerde men FM-zendapparatuur. In 1983 woedde er een storm waardoor de zendmast van 315 meter hoog, in gebruik voor televisie-uitzendingen en FM-radio-uitzendingen, instortte. In 1990 werd er een nieuwe pyloon gebouwd van 220 meter hoog. De VRT kreeg een nieuwe zendmast in Sint-Pieters-Leeuw.

In 2001 staakte men met kortegolfuitzendingen. In 2011 stopte de VRT met uitzending op de middengolf. Sindsdien wordt het zendstation enkel nog gebruikt voor DAB van de VRT, en DAB, FM, AM en DVB-T van de RTBF. Eind 2020 werden de HF-antennes op de antennesite ontmanteld. Het hoogtepunt van de ontmanteling was op 10 februari 2021 om 14u00 waarbij de hoogste mast van Waver werd ontmanteld met behulp van dynamiet. Deze zendmast van 245 meter viel op een gecontroleerde manier in zuidoostelijke richting. Vijf minuten later werd nog een andere antenne van 90 meter ontmanteld. Deze viel in een westelijke richting.